# Christopher Schorch
Christopher Schorch (ur. 30 stycznia 1989 w Halle) – niemiecki piłkarz występujący na pozycji obrońcy w Energie Cottbus, dokąd jest wypożyczony z 1. FC Köln. Do Köln przyszedł z Realu Madryt Castilla za 1 mln Euro. Występuje w reprezentacji Niemiec U-17. Wcześniej grał w kadrze U-16.